# 未來媽媽
《未來媽媽》（英語：Mother to be），2020年三立華人電視劇週五十點檔系列的第十五部作品，郭書瑤、禾浩辰、劉品言、馬志翔、張寗、李至正、夏騰宏主演，獲得中華民國文化部108年度電視節目製作補助案第二梯次連續劇類補助新臺幣1600萬元。
2020年4月開鏡，5月20日卡司發佈會，8月1日全劇殺青。三立都會台、MyVideo於11月27日首播，為三立都會台繼《用九柑仔店》後再度製播的週五十點檔戲劇。

## 播出時間

### 首播
| 頻道/影音                | 所在地     | 播出日期       | 播出時間                |
| ------------------------ | ---------- | -------------- | ----------------------- |
| 三立都會台               | 臺灣       | 2020年11月27日 | 每週五 22:00－23:30     |
| 華視主頻                 | 臺灣       | 2021年1月24日  | 每週日 21:00－22:30     |
| 龍華影劇台               | 臺灣       | 2021年5月9日   | 每週六、日 20:00－22:00 |
| 衛視中文台               | 臺灣       | 2021年5月9日   | 每週六、日 22:00－24:00 |
| Astro 双星 Astro 双星 HD | 马来西亚 · | 2021年3月25日  | 每日 21:00－22:00       |

### 網路平台
| 頻道/影音      | 所在地     | 播出日期       | 播出時間                             |
| -------------- | ---------- | -------------- | ------------------------------------ |
| MyVideo        | 臺灣       | 2020年11月27日 | 每週五 23:30 上架                    |
| LINE TV        | 臺灣       | 2020年11月27日 | 每週五 24:00 上架                    |
| 愛奇藝         | 臺灣       | 2020年11月27日 | 每週五 24:00 上架                    |
| Netflix        | 臺灣       | 2020年11月27日 | 每週五 24:00 上架                    |
| Vidol          | 全世界     | 2020年11月27日 | 每週五 23:30 上架                    |
| HUB戏剧首选    | 新加坡     | 2020年12月6日  | 上架1-2集 之後同步最新集數每週四上架 |
| Astro GO VOD   | 马来西亚 · | 2021年1月16日  | 每週六更新兩集                       |
| OnDemand China | 北美       | 2021年5月13日  | 全劇上架                             |

### 重播
| 頻道       | 所在地 | 播出日期                    | 播出時間                |
| ---------- | ------ | --------------------------- | ----------------------- |
| 三立都會台 | 臺灣   | 2020年11月28日              | 每週六 03:00－04:30     |
| 三立都會台 | 臺灣   | 2020年11月29日              | 每週日 18:30－20:00     |
| 三立都會台 | 臺灣   | 2020年11月30日              | 每週一 02:00－03:30     |
| 三立都會台 | 臺灣   | 2021年7月10日               | 每週五 22:00－23:30     |
| 三立都會台 | 臺灣   | 2021年7月11日 （至8月28日） | 每週六 03:00－04:30     |
| 三立都會台 | 臺灣   | 2021年7月11日 （至8月28日） | 每週六 18:30－20:00     |
| 三立都會台 | 臺灣   | 2021年7月11日 （至8月28日） | 每週六 22:00－23:30     |
| 三立都會台 | 臺灣   | 2021年7月12日               | 每週日 02:00－03:30     |
| 華視主頻   | 臺灣   | 2021年1月24日               | 每週日 23:30－01:00     |
| 華視主頻   | 臺灣   | 2021年1月30日               | 每週六 14:00－15:30     |
| 華視主頻   | 臺灣   | 2021年7月12日               | 每週一至五 20:00－21:00 |
| 衛視中文台 | 臺灣   | 2021年5月10日               | 每週一 01:00－03:00     |
| 衛視中文台 | 臺灣   | 2021年5月15日               | 每週六 06:00－08:00     |
| 衛視中文台 | 臺灣   | 2021年5月15日               | 每週六 15:00－17:00     |
| 三立綜合台 | 臺灣   | 2021年7月24日               | 每週六 22:00－24:00     |
| 三立綜合台 | 臺灣   | 2021年7月25日               | 每週日 15:00－17:00     |

## 劇情大綱
探討現代人平均結婚年齡提高，生育的年齡也逐漸升高。描述三個女人的三種人生課題，她們面對婚姻與生子的三種抉擇，還有與另一半共同面對「婚不婚、生不生、孕不孕」的人生課題。女人的未來，一定是媽媽嗎？

劇中討論了許多的女性問題，包括夫妻的婚後生活、婆媳相處問題還有最重要的生子問題。

由真人真事案例改編，透過這些寫實貼近的故事生活，看見每個女人不同階段的人生縮影。

## 演員列表

### 主要演員
| 演員   | 角色          | 介紹 | 登場集數                   |
| 郭書瑤 | 高家妃        | 30歲，不孕科諮詢師。「未來媽媽」臉書社團管理員，高家齊的姐姐，曾美好的大姑，波妞的姑姑，樂樂的養母，杜柏謙的妻子，蔡碧雲的媳婦 「未來媽媽」社群創辦人，剛從婦產科被調至不孕科當諮詢師，在個案的眼中，她樂觀、大方、真誠、溫暖．三十歲的她，被柏謙求婚時因考量到婚後的各種問題而沒有答應，後來發現兩人對婚姻的看法有很大的差異，一度吵到要分手，但新婚後開始面臨到生孩子的問題，剛新婚卻意外懷孕又流產，讓她十分難過，打算重新「做人」！於是開始嘗試人工與試管的方式。 | 全劇                       |
| 禾浩辰 | 杜柏謙        | 30歲，遊戲公司行銷組長，蔡碧雲的兒子，波妞的姑丈，樂樂的養父，高家妃的丈夫，高家齊的姊夫，曾美好的大姑婿 一間遊戲公司的行銷企劃組長，正值新婚期，是愛家愛妻的暖男一枚。但老媽大人想抱孫，老婆大人不想生，夾在媽媽和老婆之間好為難。 | 全劇                       |
| 劉品言 | 郭沁（Chole） | 34歲，未婚，藥廠業務代表。「未來媽媽」臉書社團共同管理員，吳大志的女友 職場上精明幹練，感情運勢卻奇差無比，不小心愛上已婚男周醫師，讓她在道德與愛情間非常糾結。年過30的郭沁認為人生不該因為生理時鐘蹉跎，因此她決定凍卵。因為一場小車禍而認識吳大志，不喜歡吳大志婆婆媽媽的個性，最終和大志交往。 | 全劇                       |
| 馬志翔 | 周永然        | 45歲，已婚，婦產科醫師 溫文儒雅，實則內心孤獨的中年大叔。妻子帶著小孩在國外念書，婚內單身的他與妻子日漸生疏，對於現在的感情狀態有些徬徨...此時遇到與他契合的郭沁，兩人正處曖昧又危險的情感關係。後來想彌補對女兒成長的缺席，於是回去加拿大。 | 1-13                       |
| 張寗   | 孫立芳        | 28歲，已婚，豪門主婦。社群代號：兩條線。正浩的第二任妻子，嚴正芹的嫂嫂，嚴國信、王珍妮的媳婦 婚前是正浩的秘書，婚後成為全職主婦，婚後目標就是當個賢妻良母、相夫教子。偏偏她的肚皮遲遲沒有動靜，承受家族無聲的壓力，最後踏入了生殖中心的大門，進行不孕症的相關諮詢，也開始決定做試管。 | 全劇                       |
| 丁芷妍 | 孫立芳        | 小時候的立芳 | 5                          |
| 李至正 | 嚴正浩        | 38歲，已婚，鉅嚴建設公司老闆，嚴國信、王珍妮的兒子，嚴正芹的哥哥，孫立芳的丈夫，王蕾的前夫 事業有成，妻子溫柔體貼，如此完美的人生，唯一缺的是沒有子嗣。面對傳宗接代的問題，讓他倍感壓力。 | 2,3（聲音）,4（新聞）,5-15 |
| 夏騰宏 | 吳大志        | 30歲，未婚，斜槓青年，郭沁的男友 白天是遊戲試玩師、晚上還是餐酒館的老闆。與店裡常客郭沁不打不相識，一直以來扮演聆聽者的角色，不小心看穿了女強人的內心，最後不自覺愛上她。 | 全劇                       |

### 其他演員
| 演員   | 角色           | 介紹 | 登場集數                            |
| 楊麗音 | 蔡碧雲         | 宜蘭人，杜柏謙的母親，高家妃的婆婆，樂樂的養祖母 把媳婦家妃當作自己的女兒，是位傳統婦女。                               | 1-9,11-12,14-15                     |
| 周丹薇 | 王珍妮         | 嚴正浩、嚴正芹的母親，孫立芳的婆婆 對於立芳一直沒懷孕很介意，認定是立芳有問題才無法懷孕。                               | 2-15                                |
| 劉亮佐 | 嚴國信         | 嚴正浩、嚴正芹的父親，孫立芳的公公 很享受退休生活，認為生小孩的事交給年輕人自行規劃，順其自然就好。                     | 2,6-8,10,13-15                      |
| 席惟倫 | 嚴正芹         | 嚴國信、王珍妮的女兒，嚴正浩的妹妹，孫立芳的小姑 跟母親珍妮感情好，對家裡事業不感興趣。                                 | 2（聲音）,5（聲音）,7-8,10-11,13-14 |
| 葛丞   | 高家齊         | 曾美好的丈夫，高家妃的弟弟，杜柏謙的小舅子，樂樂的養舅。                                                                | 1-4,6-7,9,14-15                     |
| 大文   | 曾美好         | 高家齊的妻子，高家妃的弟媳，杜柏謙的小舅媳，樂樂的養舅媽。                                                              | 1-4,7,9,12,14-15                    |
| 鄭菲菲 | 波妞           | 高家妃的姪女，樂樂的養表姐，高家齊、曾美好的女兒 很喜歡家妃，有點怕郭沁。                                               | 1-2,3（聲音）,4,6-7,9-10,12,14-15   |
| 黃浩詠 | 關Sir          | 柏謙的主管，討厭粉紅色。鼓勵柏謙把家妃追回來。看似惡老闆，但實際上心地善良。金句：「關關難過關關過，關sir陪你一起過。」 | 1,3,7,9,13                          |
| 張心妍 | 艾姐           | 柏謙的同事 | 1-4,6-7,9-13                        |
| 林東緒 | 小汪           | 柏謙的同事 | 1-4,6-13                            |
| 風田   | 阿中           | 柏謙的同事 | 1-4,6-9,11,13                       |
| 楊震   | 地瓜           | 柏謙的同事 | 1-4,6-9,11-13                       |
| 陳恩甄 | 佩姍           | 家妃的同事 | 1,3-4,9-10,12,14                    |
| 林嫣   | 花花           | 家妃的同事 | 1,3,8-10,12,14                      |
| 劉育睿 | 千慧           | 家妃的病人 | 1                                   |
| 袁子芸 | 江小花         | 家妃的病人 | 1,3-5,7,12,14-15                    |
| 王牧語 | 王倩倩         | 家妃的病人 | 1,3-5,7,12,14-15                    |
| 陳良芬 | NANA           | 家妃的病人 | 1,3-5,7,12,14-15                    |
| 何夏   | 李星兒         | 家妃的病人 | 1,3-5,7,12,14-15                    |
| 徐子婷 | 洪瑪莉         | 家妃的病人 | 1,3-5,7,12,14-15                    |
| 林苡棠 | 辛蒂           | 家妃的病人 | 1,3-5,7,12,14-15                    |
| 莊芝翔 | 陳儀婷         | 家妃的病人 | 5,7,12,14-15                        |
| 謝毅宏 | 馬克           | 郭沁的同事 | 3-5,12                              |
| 陳榕姍 | Lily           | 郭沁的同事 | 3-5,8,12,15                         |
| 吳宥安 | 助理           | 郭沁助理 | 3,5,7-8,12,15                       |
| 陳祈睿 | 嚴大寶         | 嚴正瀚、Maggie的兒子 | 2                                   |
| 劉昌翰 | 賓客           | | 2                                   |
| 吳佳蓉 | 護理師         | | 3,14                                |
| 戴若梅 | 打掃阿姨       | | 3                                   |
| 周俐葳 | Candy          | 梅德公司的新進業務，把郭沁的客戶搶走(精誠)。                                                                            | 4,12                                |
| 王顯瑜 | 新聞主播       | 三立新聞台主播 | 4                                   |
| 何中婷 | 戶政人員       | | 4                                   |
| 劉維琳 | 個案           | 家妃的病人 | 4                                   |
| 蔡曉薇 | 個案           | 家妃的病人 | 4                                   |
| 伊璉   | 個案           | 家妃的病人 | 4                                   |
| 黃紹雯 | 謝太太         | 家妃的病人，社群代號「Mrs.謝」。                                                                                        | 4-5,7,12,14-15                      |
| 蔡承邑 | 謝先生         | 家妃的病人。因取精不順利，被太太稱為「軟今天」。                                                                        | 5,14                                |
| 辰亞御 | 楊醫師         | 郭沁和家妃的凍卵醫師。                                                                                                  | 6,8,12-13                           |
| 戴立群 | 中醫師         | | 6                                   |
| 黃國峰 | 中醫師         | | 6                                   |
| 石鴻興 | 中醫師         | 手紋看診 | 6                                   |
| 柯恩   | 孫建輝         | 中醫師 | 6                                   |
| 王庭勻 | Kevin          | 劍橋經濟系的高材生，鉅嚴建設公司重要決策的推手。                                                                        | 8                                   |
| Ismael | John           | 嚴正芹的朋友 | 8                                   |
| Naomi  | Ellen          | 嚴正芹的朋友 | 8                                   |
| 劉文琦 | 護理師         | | 8,12,14                             |
| 高詩雅 | 護理師         | | 8                                   |
| 林家佑 | 實習醫生       | | 1,5,10                              |
| 劉馨檜 | 鄭太太         | 個案 | 10                                  |
| 唐崧瑞 | 鄭先生         | 個案 | 10                                  |
| 胡廣雯 | 黃太太         | 個案 | 10                                  |
| 晨洋   | 黃先生         | 個案 | 10                                  |
| 薛提縈 | Jessica        | 嚴正浩的朋友 | 11                                  |
| 楊銀豪 | Alan           | 嚴正浩的朋友 | 11                                  |
| 侯智騰 | Max            | 嚴正浩的朋友 | 11                                  |
| 胡祐銘 | Frank          | 嚴正浩的朋友 | 11                                  |
| 晨嵐   | Linda          | 嚴正浩的朋友 | 11                                  |
| 吳茵茵 | Susan          | 嚴正浩的朋友 | 11                                  |
| 王允心 | 曾太太         | 個案 | 11                                  |
| 柯子培 | 美國總監       | 柏謙的提案對象 | 13                                  |
| 劉黛瑩 | 個案           | 家妃的病人 | 13                                  |
| 林書涵 | 護理師         | | 14                                  |
| 賴奕廷 | 渡邊兒子       | 渡邊太太收養的兒子。 | 14                                  |
| 廖曉彤 | 社工           | 家妃的家扶諮詢師 | 15                                  |
| 陳可青 | 吳予樂（樂樂） | 2018年2月3日，柏謙、家妃的收養的養女，碧雲的養孫女，高家齊的養外甥女，波妞的養表妹。                                    | 15                                  |
| 宋伯賢 | 江先生         | | 15                                  |
| 陳竑少 | 江小弟         | 江先生、江太太收養的兒子。                                                                                              | 15                                  |

### 客串演員
| 演員   | 角色           | 介紹                                                                            | 登場集數           |
| 孔令元 | 家妃的病人     | 誤把杜柏謙的母親當成不孕科諮詢師                                                | 1                  |
|        | 阿長           | 醫院護理長，家妃的上司                                                          | 1,3(聲音),12,14-15 |
| 于美人 | 渡邊太太       | 從日本來台諮詢，醫院人員私下稱她為「行李箱」                                    | 1,4-5,7,12,14      |
| 陸明君 | Grace          | 郭沁的主管                                                                      | 3-5,8,10           |
| 王自強 | 院長           | 茂生醫院院長，與嚴家關係很好。                                                  | 3,10               |
| 饒星星 | 小琳           | 家妃的朋友，在醫院安胎                                                          | 1,4-7,9            |
| 徐瑋吟 | 酒吧美女       | 被喝醉的柏謙求婚                                                                | 1-3                |
| 雷艾美 | 酒吧美女       |                                                                                 | 1-3                |
| 應采靈 | 正瀚媽媽       | 嚴正瀚的母親，Maggie的婆婆                                                      | 2                  |
| 楊少文 | 正瀚爸爸       | 嚴國信的弟弟，嚴正瀚的父親，Maggie的公公                                        | 2                  |
| 劉引商 | 正浩奶奶       | 嚴正浩、嚴正瀚的奶奶，Maggie的祖姑                                              | 2                  |
| 李家慶 | 嚴正瀚         | 嚴正浩的堂弟，Maggie的丈夫                                                      | 2                  |
| 賴郁庭 | Maggie         | 嚴正瀚的太太                                                                    | 2                  |
| 謝瓊煖 | 孫母           | 孫立芳的母親，嚴正浩的岳母 很疼愛女兒立芳，看到立芳被他們婆家人欺負，感到擔憂。 | 3,5,7,12,14-15     |
| 游安順 | 孫父           | 孫立芳的父親，嚴正浩的岳父 跟妻子一樣，都很疼愛女兒立芳，年輕時是木雕創作者。   | 5,14-15            |
| 鄧九雲 | 王蕾（Elaine） | 嚴正浩的前妻，準備開攝影展。                                                    | 5,9-11,15          |
| 段鈞豪 | 小琳先生       |                                                                                 | 6-7                |
| 李俊逸 | 李醫師         | 茂生醫院醫師                                                                    | 10                 |
| 張詩盈 | 江太太         | 收養兩個小孩的媽媽                                                              | 15                 |
| 魯文學 | 木雕藝術家     | 立芳的上司                                                                      | 15                 |

## 電視劇歌曲
| 曲別   | 歌名         | 演唱者 | 作詞           | 作曲                 |
| 片頭曲 | 懂得雨天     | 郁可唯 | 姚若龍         | 李雙飛               |
| 片尾曲 | 千千萬萬個你 | 周蕙   | 藍小邪、施人誠 | 張簡君偉             |
| 插曲   | 愛是         | 羅莎莎 | 羅莎莎         | 羅莎莎               |
| 插曲   | You&I        | 閻奕格 | 閻奕格、劉偉德 | 閻奕格、劉偉德       |
| 插曲   | 陰天         | 莫文蔚 | 李宗盛         | 李宗盛、周國儀       |
| 插曲   | 月光         |        |                | 阿希爾-克勞德·德布西 |

## 分集
| 週數 | 標題                       | 首播日期       | 收視率 |
| ---- | -------------------------- | -------------- | ------ |
| 1    | 婚不婚，就是孕不孕的開始   | 2020年11月27日 | 0.79   |
| 2    | 不生，難道就不結婚？       | 2020年12月4日  | 0.80   |
| 3    | 只是時候還沒到             | 2020年12月11日 | 0.70   |
| 4    | 婚禮是一下子，婚姻是一輩子 | 2020年12月18日 | 0.63   |
| 5    | 家的模樣                   | 2020年12月25日 | 0.64   |
| 6    | 兩條線出現以後             | 2021年1月1日   | 0.50   |
| 7    | 懷孕有時是一種背叛         | 2021年1月8日   | 0.71   |
| 8    | 卵子的保存期限             | 2021年1月15日  | 0.61   |
| 9    | 當他離開的時候             | 2021年1月22日  | 0.88   |
| 10   | 和他踏上冒險旅程           | 2021年1月29日  | 0.74   |
| 11   | 勇氣，是帶著害怕向前進     | 2021年2月5日   | 0.74   |
| 12   | 不知終點的馬拉松           | 2021年2月19日  | 0.58   |
| 13   | 希望，要用多少失望來堆砌   | 2021年2月26日  | 0.85   |
| 14   | 設下停損點                 | 2021年3月5日   | 1.03   |
| 15   | 愛的接力賽                 | 2021年3月12日  | 1.21   |

## 取景

### 台北市
- 大安區 私立國際蒙特梭利大安森林幼兒園[5]
- 大安區 雲鼎中醫診所
- 士林區 臺北市立兒童新樂園
- 士林區 Cine Café
- 中山區 創健預防醫學機構-創健診所 （页面存档备份，存于）
- 大同區 木宇工作室 （页面存档备份，存于）
- 信義區 信義戶政事務所
- 信義區 四四南村
- 內湖區 臺北市內湖區新湖國民小學

### 台中市
- 北屯區 超級巨星自助式KTV
- 西區 中興一巷范特喜綠光計畫
- 西區 Daily112日日好食
- 西區 臺虎精釀啜飲室（台中）
- 西區 審計新村
- 中區 柳川河岸
- 北屯區 茂盛醫院
- 北屯區 高興松峰高樓層豪宅
- 西屯區 老虎城購物中心
- 西屯區 逢甲夜市
- 西屯區 秋紅谷
- 西屯區 百川日式串燒
- 西屯區 汕頭牛肉劉
- 南屯區 文心森林公園
- 豐原區 后豐鐵馬道
- 清水區 鰲峰山觀景臺
- 清水區 鰲峰山運動公園
- 后里區 大甲溪花樑鋼橋

| - 三重區 新北大都會公園-辰光橋 - 瑞芳區 物流共和國 | - 彰化市 彰化基督教醫院 - 員林市 員林基督教醫院 | - 魚池鄉 日月行館「湖景套房」 - 埔里鎮 國立暨南國際大學 |

## 周邊商品
- 《未來媽媽》原創小說
  - 作者：劉中薇 / 監製：三立電視
  - 出版社：台灣角川
  - 出版日期：2021年3月4日
  - ISBN 9789865242503

## 大事記

### 2020年
- 5月20日，舉辦《未來媽媽》男女主角卡司發布會[6][7]。
- 9月9日，舉辦《未來媽媽》豪門夫妻角色發布會[8]。
- 9月30日，舉辦《未來媽媽》女強人與她的男人們角色發布會[9]釋出《未來媽媽》首支3分鐘片花。[10]。
- 10月6日，《未來媽媽》釋出第一張男女主角主視覺海報。
- 10月13日，《未來媽媽》釋出第一支前導Teaser預告 - 嬰兒床篇[11]。
- 10月14日，舉辦《未來媽媽》女人心事記者會[12]。釋出《未來媽媽》7分鐘卡司片花[13]。
- 10月18日，《未來媽媽》釋出第二支前導Teaser預告 - 心跳篇[14]。
- 11月4日，《未來媽媽》釋出第一支劇情預告 - 不孕怎麼了嗎篇[15]。釋出第二張男女主角主視覺海報。
- 11月6日，《未來媽媽》釋出第二支劇情預告 - 想不想當媽媽，是我說了算篇[16]。
- 11月10日，《未來媽媽》釋出第三支劇情預告 - 未來媽媽，當自己的靠山篇[17]。
- 11月11日，周丹薇、張寗、編劇劉中薇、茂盛醫院李俊逸醫師出席《未來媽媽》座談會- 生不生我說了算！[18]。
- 11月13日，《未來媽媽》釋出第四支劇情預告 - 成熟愛情篇[19]。
- 11月16日，《未來媽媽》釋出第五支劇情預告 - 豪門壓力篇[20]。
- 11月20日，《未來媽媽》釋出第六支劇情預告 - 婚前恐懼篇[21]。
- 11月26日，舉辦《未來媽媽》首映會[22]並釋出16分鐘片花[23]。

### 2021年
- 3月12日，播出最終回。

## 製作團隊
- 導演：吳建新
- 總監製：王淑娟
- 監製：林知秦
- 執行監製：曾齡萱、詹宜樺、蔡欣潔、賴麗汝
- 製作人：湯宗霖、黃江豐
- 編劇：劉中薇
- 監製：怡佳娛樂經紀有限公司（三立電視）
- 製作公司：好看娛樂製作股份有限公司（三立電視）
- 音樂總監：羅恩妮、陳建騏
- 配樂：王令翔、羅恩妮、莊鈞智、徐皮
- 出品：三立電視、MyVideo
- 冠名贊助
  - 三立都會台：iShine 愛閃耀 晶亮醇葉黃素(重播)
  - Vidol影音：茂盛醫院
  - 華視主頻：蘿琳亞塑身衣

## 獎項紀錄
| 年度 | 獎項                  | 類別             | 入圍者       | 結果 |
| ---- | --------------------- | ---------------- | ------------ | ---- |
| 2021 | 第56屆金鐘獎          | 戲劇節目編劇獎   | 劉中薇       | 提名 |
| 2021 | 第56屆金鐘獎          | 戲劇節目女配角獎 | 劉品言       | 提名 |
| 2021 | 第4屆亞洲影藝創意大獎 | 最佳女配角       | 劉品言       | 提名 |
| 2021 | 第4屆亞洲影藝創意大獎 | 最佳劇情類劇集   | 《未來媽媽》 | 提名 |
| 2021 | 第4屆亞洲影藝創意大獎 | 最佳原創劇本     | 劉中薇       | 提名 |
| 2021 | 第4屆亞洲影藝創意大獎 | 最佳音效         | 《未來媽媽》 | 提名 |

## 外部連結
- 官方网站－三立
- 官方网站－華視
- 未來媽媽的Facebook專頁
- 三立華劇的Facebook專頁
- 三立華劇的Instagram帳戶
- YouTube上的三立華劇頻道
- 未來媽媽-台劇-戲劇線上看-MyVideo （页面存档备份，存于）
- 在Netflix上觀看《未來媽媽》

## 作品的變遷
| 臺灣 三立都會台 每週五 22:00 - 23:30 | 臺灣 三立都會台 每週五 22:00 - 23:30                   | 臺灣 三立都會台 每週五 22:00 - 23:30 |
| --- | ------------------------------------------------------ | --- |
| | 未來媽媽 （2020年11月27日－2021年3月12日）             | |
| 俗女養成記 （2019年10月25日－2019年12月6日）我的自由年代（重播） （2019年12月13日－2020年6月12日）浪漫輸給你（重播） （2020年6月19日－2020年10月30日）天巡者（重播） （2020年11月6日－2020年11月20日） | 你有念大學嗎？（重播） （2021年3月19日－2021年7月2日） | |
| 每週五 22:00 - 23:30 |                                                        | |
| 你有念大學嗎？（重播） （2021年3月19日－2021年7月2日） | 未來媽媽（重播） （2021年7月9日－2021年10月15日）      | 俗女養成記（重播） （2021年10月22日－2021年11月19日） （22:00 - 24:00） |
| 每週五 22:00 - 23:30 |                                                        | |
| 聽見幸福（重播） （2022年1月7日－2022年5月27日） | 未來媽媽（重播） （2022年6月3日－2022年9月9日）        | 火神的眼淚 （22:00－23:00） （2022年9月16日－2022年11月25日）完全娛樂 （23:00－23:30） (2022年9月16日－2022年)植劇場－花甲男孩轉大人 （22:00－24:00） (2022年12月2日－2023年2月24日)植劇場－天黑請閉眼 （22:00－24:00） (2023年3月3日－2023年) |

| 臺灣 華視主頻 每週日 21:00 - 22:30                     | 臺灣 華視主頻 每週日 21:00 - 22:30                | 臺灣 華視主頻 每週日 21:00 - 22:30                           |
| ------------------------------------------------------ | ------------------------------------------------- | ------------------------------------------------------------ |
|                                                        | 未來媽媽 （2021年1月24日－2021年5月2日）          |                                                              |
| 我的婆婆怎麼那麼可愛 （2020年9月6日－2021年1月17日）   | 她們創業的那些鳥事 （2021年5月9日－2021年8月1日） |                                                              |
| 每週一至週五 20:00 - 21:00 8月9日 20:00 - 22:00        |                                                   |                                                              |
| 三隻小豬的逆襲（重播） （2021年4月13日－2021年7月9日） | 未來媽媽（重播） （2021年7月13日－2021年8月10日） | 我的婆婆怎麼那麼可愛（重播） （2021年8月10日－2021年9月7日） |

| 马来西亚 Astro 双星 HD 每晚 21:00 - 22:00 | 马来西亚 Astro 双星 HD 每晚 21:00 - 22:00 | 马来西亚 Astro 双星 HD 每晚 21:00 - 22:00 |
| ----------------------------------------- | ----------------------------------------- | ----------------------------------------- |
|                                           | 未來媽媽 （2021年3月25日－2021年4月16日） |                                           |
| 上阳赋 （2021年1月16日－2021年3月24日）   | 小女霓裳 （2021年4月27日－2021年6月5日）  |                                           |

| 臺灣 衛視中文台 每週六、日 22:00 - 24:00 · 6月12日起，縮短為每週日播出 | 臺灣 衛視中文台 每週六、日 22:00 - 24:00 · 6月12日起，縮短為每週日播出 | 臺灣 衛視中文台 每週六、日 22:00 - 24:00 · 6月12日起，縮短為每週日播出 |
| ---------------------------------------------------------------------- | ---------------------------------------------------------------------- | ---------------------------------------------------------------------- |
|                                                                        | 未來媽媽 （2021年5月9日－2021年7月4日）                                |                                                                        |
| 她們創業的那些鳥事 （2021年1月31日－2021年5月2日）                     | 俗女養成記 （2021年7月11日－2021年8月8日）                             |                                                                        |